# Московский международный кинофестиваль 1971
VII Московский международный кинофестиваль проходил с 20 июля по 3 августа 1971 года.

## Жюри
Председатель жюри:
- Григорий Козинцев, режиссёр (СССР)

Члены жюри:
- Чингиз Айтматов — писатель (СССР)
- Полен Вьейра — режиссёр, продюсер и кинокритик (Сенегал)
- Сергей Герасимов — режиссёр (СССР)
- Эрвин Гешоннек — актёр (ГДР)
- Карел Земан — режиссёр (ЧССР)
- Джулиано Монтальдо — режиссёр (Италия)
- Джеймс Олдридж — писатель (Великобритания)
- Галсанийн Ринчэнсамбу — кинокритик (МНР)
- Армандо Роблес Годой — режиссёр (Перу)
- Беата Тышкевич — актриса (ПНР)
- Юсеф Шахин — режиссёр (ОАР)

## Фильмы-участники
- «Аксели и Элина» / Akseli ja Elina (Финляндия, режиссёр Эдвин Лайне)
- «Белая птица с чёрной отметиной» (СССР, режиссёр Юрий Ильенко)
- «Березняк» / Brzezina (ПНР, режиссёр Анджей Вайда)
- «В семье[вд]» / Em familia (Бразилия, режиссёр Паулу Порту[вд])
- «Генералы песчаных карьеров» / The sandpits generals (США, режиссёр Холл Бартлет)
- «Гойя, или Тяжкий путь познания» / Goya, oder der arge weg zur erkenntnis (ГДР — СССР — НРБ — СФРЮ, режиссёр Конрад Вольф)
- «Гуэмес[вд]» / «Гуэмес — земля вооружённая» / Guemes — la tierra en armas (Аргентина, режиссёр Леопольдо Торре Нильсон)
- «Девушка Нюн» / Chị Nhung (ДРВ, режиссёры Нгуен Дык Хинь, Данг Нят Минь)
- «Дни воды[вд]» / Los dias del agua (Куба, режиссёр Мануэль Октавио Гомес)
- «Зять[вд]» / Хургэн хуу (МНР, режиссёр Дэжидийн Жигжид)
- «Испанки в Париже» / Espanolas en Paris (Испания, режиссёр Роберто Бодегас)
- «Ключ[вд]» / Klic (ЧССР, режиссёр Владимир Чех)
- «Кромвель» / Cromwell (Великобритания, режиссёр Кен Хьюз[вд])
- «Матиас Кнайсль[вд]» / Mathias Kneissl (ФРГ, режиссёр Райнхард Хауфф)
- «Михай Храбрый» / Mihai Viteazul (СРР-Франия-Италия, режиссёр Серджиу Николаеску)
- «Мой дядя Антуан» / Mon oncle Antoine (Канада, режиссёр Клод Жютра[вд])
- «Нож» / … (Сирия, режиссёр Халед Хаммада)
- «Опиум и дубинка[вд]» / L’opium et le baton (Алжир, режиссёр Ахмед Рашди[вд])
- «Поездка во гневе[вд]» / Гневно пътуване (НРБ, режиссёр Никола Корабов)
- «Признание комиссара полиции прокурору республики» / Confessione di un commissario di polizia al procuratore della repubblica (Италии, режиссёр Дамиано Дамиани)
- «Сагина Махато[вд]» / Sagina Mahato (Индия, режиссёр Тапан Синха)
- «Салют, Мария!» / (СССР, режиссёр Иосиф Хейфиц)
- «Сегодня жить, умереть завтра[вд]» / «Обнажённые девятнадцатилетние» (Япония, режиссёр Канэто Синдо)
- «Семья Тоот[вд]» / «Добро пожаловать, господин майор» / Isten hoszta, ornagy ur (ВНР, режиссёр Золтан Фабри)
- «Убийцы именем порядка[вд]» / «Преступление во имя порядка» / Les assassins de l’ordre (Франция-Италия, режиссёр Марсель Карне)
- «Феллахи[вд]» / «Пламя гор Феллагас» (Тунис-НРБ, режиссёр Омар Хлифи[вд])
- «Черноё семя[вд]» / Crno seme (СФРЮ, режиссёр Кирил Ценевски[вд])
- «Мистер Наивность[вд]» / آقای هالو [Aghaye Hallou] (Иран, режиссёр Дариюш Мехрджуи)
- «Эмитаи[вд]» / Emitai (Сенегал, режиссёр Усман Сембен)

## Награды
Золотые призы
- «Признание комиссара полиции прокурору республики» (Италия, реж. Дамиано Дамиани)
- «Обнажённые девятнадцатилетние» / «Сегодня жить, умереть завтра» (Япония, реж. Канэто Синдо)
- «Белая птица с чёрной отметиной» (СССР, реж. Юрий Ильенко)
- за режиссуру — Анджей Вайда («Березняк», ПНР)

Специальные премии
- «Гойя» (ГДР, реж. Конрад Вольф)
- «Дни воды» (Куба, реж. Мануэль Октавио Гомес)

Серебряные призы
- «Эмитаи» (Сенегал, реж. Усман Сембен)
- «Ключ» (ЧССР, реж. Владимир Чех)
- «В семье» (Бразилия, реж. Паулу Порту)

За лучшее исполнение роли
- актёр Даниэль Ольбрыхский («Березняк», ПНР)
- актриса Ада Роговцева («Салют, Мария!», СССР)

За исполнение роли
- актёр Ричард Харрис («Кромвель», Великобритания)
- актриса Идалия Анреус[вд] («Дни воды», Куба)

Почётный диплом
- коллектив актёров («Зять», МНР)
- юная исполнительница Ким Зунг («Девушка Нюн», ДРВ)

Премия ФИПРЕССИ
- «Дни воды» (Куба, реж. Мануэль Октавио Гомес)

Особое упоминание ФИПРЕССИ
- внеконкурсный фильм «Маленький большой человек» / Little big man (США, реж. Артур Пенн)
- советская кинопрограмма «Образ современника на экране»

### Короткометражные фильмы
- «Анджела Девис: Портрет революционерки» (Франция, реж. Иоланда Дю Люар) — за правдивый выразительный показ революционного подвига
- «Стальная стена Виньлинь» / «Стальная крепость Виньлинь» / Lũy thép Vĩnh Linh (Северный Вьетнам, реж. Нгок Куинь)[1][2][3] — за волнующий рассказ о героизме вьетнамского народа…
- «Охотники в горах Дак-Шао» (Южный Вьетнам, реж. Чан Тхе Зан)
- «Как, зачем и почему убили генерала» (Куба, реж. Сантьяго Альварес) — за убедительное, страстное разоблачение противников социального прогресса
- «Горячий ветер свободы» (СССР, В. Комаров, О. Лебедев) — за талантливый рассказ о героизме народа Дафар в борьбе за лучшую жизнь
- «Только начало» (США) — за волнующий рассказ о злодеяниях агрессоров на землях Индокитая и движении протеста бывших солдат американской армии

### Детские фильмы
Золотой приз
- «Внимание, черепаха!» (СССР)

Серебряные призы
- «Ежи рождаются без колючек[вд]» (НРБ, реж. Димитр Петров)
- «Авель, брат твой» (ПНР, реж. 	Януш Насфетер)
- мультфильм «Тора из Тонмы» (Япония; реж. А. Коно)

Специальные призы
- «Ау, малыш![вд]» (ВНР, реж. Дьёрдь Палашти)
- «Сказки Беатрис Поттер[вд]» (Великобритания, реж. Реджинальд Миллс[вд]
- «Добрый рыцарь» (США)